# Radio Televizioni i Kosovës
Radio Televizioni i Kosovës (in serbo Радио Телевизија Косова?, Radio Televizija Kosova), nota anche attraverso l'acronimo RTK, è un'azienda pubblica kosovara che opera la teleradiodiffusione di Stato in Kosovo.
Gestisce quattro emittenti televisive (RTK 1, RTK 2, RTK 3 e RTK 4) e due emittenti radiofoniche (Radio Kosova e Radio Kosova 2).